# El Diablo (canção)
"el Diablo" é uma música do rapper americano Machine Gun Kelly. Foi lançado como single de seu quarto álbum de estúdio Hotel Diablo em 31 de maio de 2019, para download digital e streaming pela Bad Boy e Interscope. A canção foi escrita por Machine Gun Kelly e produzida por Nils e Ronny J, que produziu a faixa e também diss de Kelly "Rap Devil".

## Antecedentes
"El Diablo" é o segundo single do quarto álbum de estúdio de Kelly, Hotel Diablo. A duração da música é de dois minutos e dezesseis segundos, o que Kelly propositalmente deixou assim, já que 216 é o código de área da cidade natal de Kelly, Cleveland, Ohio. Na música, Kelly expressa como ele "mudou a maneira de como os rappers se comportam" ao se apresentar, conforme ele se introduzia, e outros rappers adotaram esse estilo enquanto ele nunca recebeu o crédito. Ele também menciona como as pessoas o odeiam apenas pela aparência, possivelmente pelo excesso de tatuagens que ele tem, nas quais ele ri e revida as palavras - “seus filhos da p***, vocês não podem estar falando sério”.

## Videoclipe
O videoclipe, dirigido por Snuffy.NYC & Jimmy Regular, foi lançado em 25 de julho de 2019. E mostra Machine Gun Kelly fazendo rap enquanto dirige seu carro pelo deserto.

## Recepção
Alguns meios de comunicação compararam "El Diablo" a "Rap Devil" de Kelly, já que ambas as faixas foram produzidas por Ronny J. A música recebeu uma resposta positiva da crítiva devido à sua natureza "muito versátil" e por ser diferente de outras músicas.